# Grand Prix Německa 1972
Grand Prix Německa 1972 (oficiálně Großer Preis von Deutschland) se jela na okruhu Nürburgring v Nürburgu v Německu dne 30. července 1972. Závod byl osmým v pořadí v sezóně 1972 šampionátu Formule 1.

## Závod
| Poř.   | No. | Jezdec               | Konstruktér    | Počet kol | Čas/Odstoupení | Pořadí na startu | Body |
| ------ | --- | -------------------- | -------------- | --------- | -------------- | ---------------- | ---- |
| 1      | 4   | Jacky Ickx           | Ferrari        | 14        | 1:42:12.3      | 1                | 9    |
| 2      | 9   | Clay Regazzoni       | Ferrari        | 14        | + 48.3         | 7                | 6    |
| 3      | 10  | Ronnie Peterson      | March-Ford     | 14        | + 1:06.7       | 4                | 4    |
| 4      | 17  | Howden Ganley        | BRM            | 14        | + 2:20.2       | 18               | 3    |
| 5      | 5   | Brian Redman         | McLaren-Ford   | 14        | + 2:35.7       | 19               | 2    |
| 6      | 11  | Graham Hill          | Brabham-Ford   | 14        | + 2:59.6       | 15               | 1    |
| 7      | 26  | Wilson Fittipaldi    | Brabham-Ford   | 14        | + 3:00.1       | 21               |      |
| 8      | 28  | Mike Beuttler        | March-Ford     | 14        | + 5:10.7       | 27               |      |
| 9      | 6   | Jean-Pierre Beltoise | BRM            | 14        | + 5:20.2       | 13               |      |
| 10     | 7   | François Cevert      | Tyrrell-Ford   | 14        | + 5:43.7       | 5                |      |
| 11     | 1   | Jackie Stewart       | Tyrrell-Ford   | 13        | Kolize         | 2                |      |
| 12     | 19  | Arturo Merzario      | Ferrari        | 13        | + 1 kolo       | 22               |      |
| 13     | 16  | Andrea de Adamich    | Surtees-Ford   | 13        | + 1 kolo       | 20               |      |
| 14     | 15  | Tim Schenken         | Surtees-Ford   | 13        | + 1 kolo       | 12               |      |
| 15     | 8   | Chris Amon           | Matra          | 13        | + 1 kolo       | 8                |      |
| NC     | 21  | Carlos Pace          | March-Ford     | 11        | + 3 kola       | 11               |      |
| Ret    | 2   | Emerson Fittipaldi   | Lotus-Ford     | 10        | Převodovka     | 3                |      |
| Ret    | 20  | Henri Pescarolo      | March-Ford     | 10        | Nehoda         | 9                |      |
| Ret    | 3   | Denny Hulme          | McLaren-Ford   | 8         | Motor          | 10               |      |
| Ret    | 14  | Mike Hailwood        | Surtees-Ford   | 8         | Zavěšení       | 16               |      |
| Ret    | 12  | Carlos Reutemann     | Brabham-Ford   | 6         | Diferenciál    | 6                |      |
| Ret    | 22  | Rolf Stommelen       | Eifelland-Ford | 6         | Elektronika    | 14               |      |
| Ret    | 25  | Dave Walker          | Lotus-Ford     | 6         | Únik oleje     | 23               |      |
| Ret    | 23  | Niki Lauda           | March-Ford     | 4         | Únik oleje     | 24               |      |
| Ret    | 27  | Derek Bell           | Tecno          | 4         | Motor          | 25               |      |
| Ret    | 29  | Dave Charlton        | Lotus-Ford     | 4         | Fyzika         | 26               |      |
| Ret    | 18  | Reine Wisell         | BRM            | 3         | Motor          | 17               |      |
| Zdroj: |     |                      |                |           |                |                  |      |

## Průběžné pořadí po závodě
Pohár jezdců
|        | Pořadí | Jezdec             | Body |
| ------ | ------ | ------------------ | ---- |
|        | 1      | Emerson Fittipaldi | 43   |
|        | 2      | Jackie Stewart     | 27   |
| 1      | 3      | Jacky Ickx         | 25   |
| 1      | 4      | Denny Hulme        | 21   |
| 4      | 5      | Clay Regazzoni     | 13   |
| Zdroj: |        |                    |      |

Pohár konstruktérů
|        | Pořadí | Konstruktér  | Body |
| ------ | ------ | ------------ | ---- |
|        | 1      | Lotus-Ford   | 43   |
|        | 2      | Tyrrell-Ford | 33   |
| 1      | 3      | Ferrari      | 29   |
| 1      | 4      | McLaren-Ford | 29   |
|        | 5      | BRM          | 12   |
| Zdroj: |        |              |      |